# 낸시 펠로시
낸시 퍼트리샤 펠로시(영어: Nancy Patricia Pelosi, 혼전 성씨: 달레산드로(D'Alesandro), 문화어: 낸시 펠로씨, 1940년 3월 26일 ~ )는 미국의 정치인이다. 민주당 소속으로 1987년 연방 하원의원으로 선출된 이후 하원에서 폭넓은 활동을 해오고 있으며, 2007년에는 여성으로서는 사상 처음으로 미국의 연방 하원의장으로 선출되었다. 2019년부터 2023년까지 연방 하원의장으로 재직하였다.

## 생애
메릴랜드주 볼티모어 출신이다. 이탈리아 이민자의 후손으로, 부친 토머스 달레산드로는 그가 태어났을 당시 하원의원으로 재직 중이었다. 부친은 1947년부터 1959년까지 볼티모어 시장을 지냈고, 메릴랜드주 대표 상원의원 선거에 출마했으나, 낙선했다. 이에 따라 낸시는 아버지의 선거 과정을 지켜보며 나름대로 정치에 대한 꿈을 키웠다. 그러나 트리니티 워싱턴 대학교를 졸업하고 폴 펠로시와 결혼한 후로는 한동안 자녀들을 낳고 주부로 지냈다.
낸시 펠로시는 금융업에 종사하는 남편을 따라 뉴욕에서 거주하다가 남편의 고향인 캘리포니아주 샌프란시스코로 옮겼다. 다섯 자녀를 낳고 민주당에 가입하여 샌프란시스코 지역사회 활동을 했으나, 적극적인 정치활동은 하지 않고 차분히 지역에서 인맥을 쌓았다. 1987년 샌프란시스코를 지역구로 하는 연방 하원의원으로 여성인 샐라 버튼이 사망하자 보궐 선거에 출마하여 민주당 지지율이 높은 지역에서 어렵지 않게 당선되었다. 이후 펠로시는 2년 주기로 치러지는 선거에서 70~80%의 압도적인 득표율로 계속 당선되었다.
하원 진출 후 경력을 쌓은 펠로시는 2001년 하원 민주당 원내총무로 선출되어, 하원에서 민주당 내 서열 2위에 올랐으며, 미국에서 여성으로는 처음으로 양대 정당의 원내 총무가 되었다. 2003년 하원 민주당 대표로 선출되어 하원에서 민주당 최고 자리에 올랐으며, 공화당 정권과 대립하였다. 그는 민주당 내에서도 가장 진보적인 성향을 가진 의원으로 알려져 있으며, 조지 W. 부시 대통령의 이라크 전쟁 정책을 비판하고 가톨릭 신자면서도 동성결혼이나 낙태를 적극적으로 찬성하였다. 이라크 전쟁이 큰 이슈였던 2006년 중간선거에서 민주당은 31석을 추가하며 총 233석을 확보, 202석을 확보한 공화당을 압도하였다. 이에 따라 하원 민주당 대표인 그는 2007년 시작되는 제110대 회기부터 미국 연방 하원의장에 취임하였다. 연방 하원의장은 대통령과 부통령 다음가는 권력 서열 3위로, 그는 미국에서 가장 높은 지위에 오른 여성이 되었다.
2008년 대통령 선거에서는 버락 오바마 후보를 적극적으로 지지하였다. 2010년 중간선거에서 하원 다수당 지위를 공화당에 넘겨주어, 하원의장 자리는 공화당의 존 베이너에게 넘겨주게 되었다. 대신 그는 다시 하원 민주당 대표로 선출되어, 2011년 1월 3일 하원의장 자리에서 물러나고 하원 민주당 원내대표가 되었다.
이후 2018년 미국 하원의원 선거에서 민주당이 공화당을 누르고 승리하여 하원 다수당 지위를 되찾음에 따라 2019년 1월 3일, 다시 하원의장으로 선출되었다.

## 역대 선거 결과
| 선거명        | 직책명                          | 대수  | 정당   | 득표율 | 득표수    | 결과 | 당락                       |
| ------------- | ------------------------------- | ----- | ------ | ------ | --------- | ---- | -------------------------- |
| 1987년 재선거 | 하원의원(캘리포니아 제5선거구)  | 100대 | 민주당 | 63.36% | 46,428표  | 1위  | 캘리포니아주 하원의원 당선 |
| 1988년 선거   | 하원의원(캘리포니아 제5선거구)  | 101대 | 민주당 | 76.41% | 133,530표 | 1위  | 캘리포니아주 하원의원 당선 |
| 1990년 선거   | 하원의원(캘리포니아 제5선거구)  | 102대 | 민주당 | 77.18% | 120,633표 | 1위  | 캘리포니아주 하원의원 당선 |
| 1992년 선거   | 하원의원(캘리포니아 제8선거구)  | 103대 | 민주당 | 82.47% | 191,906표 | 1위  | 캘리포니아주 하원의원 당선 |
| 1994년 선거   | 하원의원(캘리포니아 제8선거구)  | 104대 | 민주당 | 81.85% | 137,642표 | 1위  | 캘리포니아주 하원의원 당선 |
| 1996년 선거   | 하원의원(캘리포니아 제8선거구)  | 105대 | 민주당 | 84.34% | 175,216표 | 1위  | 캘리포니아주 하원의원 당선 |
| 1998년 선거   | 하원의원(캘리포니아 제8선거구)  | 106대 | 민주당 | 85.83% | 148,027표 | 1위  | 캘리포니아주 하원의원 당선 |
| 2000년 선거   | 하원의원(캘리포니아 제8선거구)  | 107대 | 민주당 | 84.41% | 181,847표 | 1위  | 캘리포니아주 하원의원 당선 |
| 2002년 선거   | 하원의원(캘리포니아 제8선거구)  | 108대 | 민주당 | 79.58% | 127,684표 | 1위  | 캘리포니아주 하원의원 당선 |
| 2004년 선거   | 하원의원(캘리포니아 제8선거구)  | 109대 | 민주당 | 82.95% | 224,017표 | 1위  | 캘리포니아주 하원의원 당선 |
| 2006년 선거   | 하원의원(캘리포니아 제8선거구)  | 110대 | 민주당 | 80.39% | 148,435표 | 1위  | 캘리포니아주 하원의원 당선 |
| 2008년 선거   | 하원의원(캘리포니아 제8선거구)  | 111대 | 민주당 | 71.87% | 204,996표 | 1위  | 캘리포니아주 하원의원 당선 |
| 2010년 선거   | 하원의원(캘리포니아 제8선거구)  | 112대 | 민주당 | 80.10% | 167,957표 | 1위  | 캘리포니아주 하원의원 당선 |
| 2012년 선거   | 하원의원(캘리포니아 제12선거구) | 113대 | 민주당 | 85.08% | 253,709표 | 1위  | 캘리포니아주 하원의원 당선 |
| 2014년 선거   | 하원의원(캘리포니아 제12선거구) | 114대 | 민주당 | 83.25% | 160,067표 | 1위  | 캘리포니아주 하원의원 당선 |
| 2016년 선거   | 하원의원(캘리포니아 제12선거구) | 115대 | 민주당 | 80.87% | 274,035표 | 1위  | 캘리포니아주 하원의원 당선 |
| 2018년 선거   | 하원의원(캘리포니아 제12선거구) | 116대 | 민주당 | 86.82% | 275,292표 | 1위  | 캘리포니아주 하원의원 당선 |
| 2020년 선거   | 하원의원(캘리포니아 제12선거구) | 117대 | 민주당 | 79.24% | 227,989표 | 1위  | 캘리포니아주 하원의원 당선 |
| 2022년 선거   | 하원의원(캘리포니아 제11선거구) | 118대 | 민주당 | 83.95% | 220,848표 | 1위  | 캘리포니아주 하원의원 당선 |
| 2024년 선거   | 하원의원(캘리포니아 제11선거구) | 119대 | 민주당 | 81.03% | 274,796표 | 1위  | 캘리포니아주 하원의원 당선 |